# Shuitangbao
Shuitangbao (kinesiska: 水塘堡) är en etnisk minoritetssocken för yi- och miao-folken i sydvästra Kina. Den ligger i Hezhang härad i staden Bijie i provinsen Guizhou, omkring 200 kilometer väster om provinshuvudstaden Guiyang.